# 尤寧徹奇 (密西西比州)
尤寧徹奇（英語：Union Church）是位於美國密西西比州傑佛遜縣的非建制地區。

## 歷史
尤寧徹奇的郵局自1842年營運至今。

## 地理
尤寧徹奇所處的海拔為高於海平面146米（即479英呎），而該地所採用的時區為UTC-6，即北美中部時區（CST）。同時該地設有夏令時間，為UTC-6調快一小時，即UTC-5（CDT）。